# Hôtel Duché des Tournelles
L’hôtel Duché des Tournelles ou hôtel Cressart, est un ancien hôtel particulier, situé au no 18, place Vendôme, dans le 1er arrondissement de Paris.
Il est construit à la demande de Guillaume Cressart à partir de 1723, par l’architecte Germain Boffrand sur une parcelle ayant jadis appartenu au financier Nicolas-Jérôme Herlaut.
Il appartient, depuis 1997, à la maison Chanel, qui y installe sa division horlogerie et joaillerie.

## Situation
Situé au nord-est de la place, il est mitoyen de l'hôtel Moufle de La Thuilerie au no 16, et de l'hôtel de Parabère au no 20.

## Historique

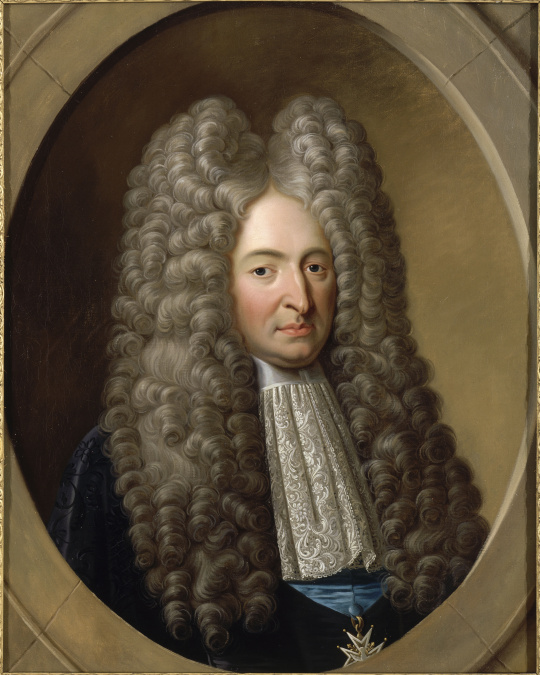
Michel Chamillart.

Nicolas-Jérôme Herlaut, acquiert la parcelle en 1703, qu’il lègue rapidement au politique Michel Chamillart, auquel il doit une grande partie de sa fortune. Celui-ci la cède alors à son fils, Michel II Chamillart, marquis de Cany, qui n’en profite pas, décédant en 1716.
Sa veuve, née Marie-Françoise de Rochechouart-Mortemart, vend la parcelle toujours non construite, à Guillaume Cressart en 1723, qui laisse à l’architecte Germain Boffrand, le soin d’y construire une demeure.
Celui-ci y revend l’édifice, seulement dix ans plus tard, au fermier général Louis-Auguste Duché des Tournelles. Il transmet l’hôtel en héritage à sa fille unique, Élisabeth-Louise de Scépeaux, qui, n’y résidant pas, le loue au fermier général Paul Randon de Boisset (1708-1776).
En 1769, la marquise apporte l’hôtel en dot, lors de son mariage avec Nicolas-François-Julie de La Tour d’Auvergne, qui le revend en 1774, à Jean-Louis Milon d’Inval, receveur général des finances dont la famille le conserve jusqu’en 1836.
Dans les années 1850, il est la propriété de la famille de Sérandi, puis en 1886, il appartient à la famille de Montgermont. L’hôtel accueille également, en 1862, le Cercle des Mirlitons, qui occupe ensuite l’hôtel Grimod de La Reynière, aujourd’hui disparu.
En 1897, la maison de parfums et cosmétiques, Ed. Pinaud, y installe son siège. Un siècle plus tard, en 1997, la maison Chanel l’acquiert et y fait réaliser de nombreux travaux de rénovation, notamment en 2007, pour ses dix ans, sous la houlette de l’architecte américain, Peter Marino.

## Protection
L’hôtel est classé partiellement aux monuments historiques, pour ses façades et toitures, par arrêté du 18 novembre 1930.